# Pelagia Majewska
Pelagia Teresa Majewska (née le 26 avril 1933 à Równe - morte le 12 juillet 1988 à Lisbonne) est une aviatrice polonaise.

## Biographie
Elle est la fille de Jan Pietrzak (mort en 1942 mort dans le camp de concentration de Mauthausen) et de Stanisława (morte en 1985). Après la Seconde Guerre mondiale elle s'installe avec sa famille à Lublin. Pendant sa scolarité elle fait du scoutisme, de l'athlétisme et de la natation. Elle est reçue au baccalauréat en 1950 et commence à pratiquer le parachutisme et le vol à voile à l'aéro-club de Lublin. L'année suivante elle est brevetée pilote d'avion. En 1953 elle s'installe à Varsovie avec son futur mari, Tadeusz Majewski.
Elle participe à des nombreuses compétitions de vol à voile.  En 1973 et 1977 elle remporte la première place  à la compétition internationale féminine de vol à voile. Elle est la seconde en Pologne et la troisième au monde à recevoir l'Insigne d'or surmonté de 3 diamants. Pendant sa carrière elle établit 17 records du monde et 21 records de Pologne. Majewska a effectué plus de 3500 heures et parcouru près de cent mille kilomètres en planeur. Elle est la première à être récompensée par la médaille de Tański en 1956. En 1960 elle se voit décerner la médaille Lilienthal, elle est la deuxième femme au monde, après Marcelle Choisnet et la première en Pologne à recevoir cette récompense.
Parallèlement à sa carrière sportive, Pelagia Majewska travaille à la direction générale de l'Aéroclub de Pologne. Elle entraîne bénévolement des jeunes dans aéroclubs régionaux. Dans les années 1980 elle obtient le poste de pilote dans la Société d'aviation agricole « Zakład Usług Agrolotniczych WSK-PZL Warszawa-Okęcie ». 
Pelagia Majewska périt le 12 juillet 1988 à Lisbonne aux commandes d'un avion de lutte contre l'incendie, le PZL M18 Dromader.

## Décorations
- Croix d'argent du mérite
- Croix d'or du mérite
- Médaille de bronze du mérite pour la défense nationale
- Médaille d'argent du mérite pour la défense nationale
- Croix d'officier de l'ordre Polonia Restituta (à titre posthume)

## Postérité
- En 1989 la Fédération aéronautique internationale (FAI) instaure la Médaille Pelagia Majewska
- En 2008 l'édition Agencja Lotnicza ALTAIR publie un livre intitulé Szybowniczka Świata, consacré à la carrière de Pelagie Majewska, écrit par sa sœur Irena Kostka.